# Günter Krämer (Regisseur)
Günter Krämer (* 2. Dezember 1940 in Neustadt an der Weinstraße) ist ein deutscher Theaterregisseur, Opernregisseur und Theaterintendant.

## Leben und Wirken
Krämer studierte Germanistik und sammelte erste Bühnenerfahrungen am Studententheater in Freiburg im Breisgau. Er arbeitete zunächst als Gymnasiallehrer und begann seine Theaterlaufbahn als Regieassistent in Wiesbaden.
1972 inszenierte er in Köln Eugene O’Neills Fast ein Poet. 1973 bis 1975 war er Regisseur am Staatstheater Hannover. Regiearbeiten hier waren Onkel Wanja (1973), Fräulein Julie (1974), Carlo Goldonis Krach in Chioggia (1974), Gombrowicz’ Yvonne, Prinzessin von Burgund (1974) und Georg Büchners Woyzeck (1974).
Von 1975 bis 1979 war er an den Staatlichen Schauspielbühnen Berlin unter Hans Lietzau tätig. Er inszenierte 1977 mehrmals Krach in Chioggia, außerdem Sławomir Mrożeks Emigranten (1975), Canettis Hochzeit (1976), Friedrich Schillers Maria Stuart (1977), Thomas Bernhards Ein Fest für Boris (1977) und Ödön von Horváths Glaube Liebe Hoffnung (1978).
1979 wurde er Oberspielleiter bei Hansgünther Heyme am Staatstheater Stuttgart. Hier leitete er die Aufführungen von Philip Magdalanys Section Nine (1979), August Strindbergs Totentanz (1980, mit Gisela Stein), die Uraufführung von Tankred Dorsts Die Villa (1980), Frank Wedekinds Lulu (1981), Schillers Maria Stuart (1982), Senecas Ödipus (1982), die Uraufführung von Friederike Roths Ritt auf die Wartburg (1982) und Anton Tschechows Die Möwe (1982). An den Münchner Kammerspielen gastierte er mit Hjalmar Söderbergs Gertrud (1981).
Zur Spielzeit 1984/1985 wechselte er als Regisseur und Schauspieldirektor nach Bremen, wo er bis 1989 Leiter des Schauspiels war. Zu seinen Bremer Inszenierungen zählen die Uraufführungen von Friederike Roths Stücken Die einzige Geschichte (1985) und Das Ganze ein Stück (1986), Goethes Faust (Faust I 1985, Faust II 1986), Die Möwe (1987), Richard III. (1987), Camus’  Die Pest (1988) und Ernst Barlachs Der arme Vetter (1988/89).
Im Theater des Westens hatte er 1987 Erfolg mit Die Dreigroschenoper, die er 1990 nach Köln übernahm. Zur Spielzeit 1990/1991 löste er Klaus Pierwoß als Intendant des Kölner Schauspiels ab.
1995 wurde er Generalintendant der Bühnen der Stadt Köln, eine Funktion, die er bis 2002 bekleidete. Damit war er auch für Oper und Ballett zuständig. In Köln inszenierte er unter anderem Stella (1990), Strindbergs Totentanz und Albees Wer hat Angst vor Virginia Woolf? (1992, mit Ingrid Andree), Heiner Müllers Anatomie Titus Fall of Rome (1993), Bertolt Brechts Der gute Mensch von Sezuan (1994), Goethes Faust I (1997) und Henrik Ibsens Hedda Gabler (1998).
Zu Krämers Operninszenierungen zählen Korngolds Die tote Stadt (1986) und Schrekers Die Gezeichneten (1987, beide an der Deutschen Oper am Rhein), Janáčeks Katja Kabanova (1986, Deutsche Oper Berlin), Webers Der Freischütz (1989, Komische Oper Berlin), Wagners Der Ring des Nibelungen (1992/93, Hamburg), Verdis La traviata (1993, Opernfestspiele München), Hindemiths Neues vom Tage (1996) und Wagners Tristan und Isolde (1998), beide an der Oper Köln.
In der Spielzeit 2009/10 inszenierte Günter Krämer an der Pariser Opéra Bastille Wagners Ring des Nibelungen und 2010 beim Schwetzinger Mozartsommer La clemenza di Tito. 2013 inszenierte er Joseph und seine Brüder – Die Berührte, eine Bühnenfassung des Romans von Thomas Mann. Uraufführung war am 5. Dezember 2013 im Theater in der Josefstadt.